# Бидл, Джордж Уэлс
Джордж Уэлс Бидл (англ. George Wells Beadle; 22 октября 1903, Уаху, Небраска — 9 июня 1989, Помона, Калифорния) — американский генетик, автор гипотезы «один ген — один фермент».
Нобелевская премия по медицине (1958) совместно с Э. Тейтемом и Дж. Ледербергом за исследования по генетике микроорганизмов.
Член Национальной академии наук США (1944).

## Биография
В 1926 году окончил Университет Небраски-Линкольна, а затем Корнеллский. В 1931—1936 годах сотрудник Калифорнийского технологического института. В 1937—1946 годах профессор университета в Станфорде. В 1946—1961 годах профессор, руководитель отделения биологии в Калифорнийском технологическом институте.
В 1961—1968 годах президент Чикагского университета. В 1968—1982 годах директор Института биомедицинских исследований Американской медицинской ассоциации.
Автор работ по цитологии и генетике, а также исследований в области генетического контроля метаболизма, физических и химических основ наследственности. Всесторонне исследовал (в опытах с маисом, мухой дрозофилой и грибком нейроспорой) природу и функции генов, установил способность бактерий воссоединять чужеродные генетические субстанции с собственными.

## Награды, отличия, признание
- Силлимановская лекция (1945, 1947)
- Премия Альберта Ласкера за фундаментальные медицинские исследования (1950)
- Mendel Medal, Genetics Society[англ.] (1958, первый удостоенный)
- Нобелевская премия по медицине (1958, совместно с Э. Тейтемом и Дж. Ледербергом)
- Премия Уильяма Проктера за научные достижения (1981)
- Медаль Томаса Ханта Моргана (1984)

В его честь названа премия присуждаемая Обществом генетиков Америки.

## Сочинения
- Genetical and cytological studies of Mendelian asynapsis in Zea mays, N. Y., 1930;
- An introduction to genetics…, Phil. — L., 1939 (совм. с A; H. Sturtevant);
- Genetic Control of Biochemical Reactions in Neurospora, Proc.N.A.S. 1941 (совм. с E. L. Tatum);
- Genetic control of metabolism, [Wash., 1952];
- Genes and chemical reactions in Neurospora, в кн.: Les prix Nobel en 1958, Stockh., 1959.